# متنزه جيلجو الحكومي
متنزه جيلجو الحكومي، هو متنزه حكومي غير مطور يقع في شاطئ جيلجو في مقاطعة سوفولك المتواجدة في نيويورك، تبلغ مساحة متنزه جيلجو الحكومي 4,95 كـم2.
يقع المنتزه في جزيرة جونز بيتش وهي جزيرة حاجزة تقع قبالة الشاطئ الجنوبي لجزيرة لونغ آيلاند

## تاريخ
لقد كان الاستخدام السابق للأرض هو إنقاذ حياة الناس بالولايات المتحدة والتي تسمى «محطة جيلجو» ويشار إليها باسم محطة USLSS رقم 27 كما أنه يوجد في الحافة الغربية للمتنزه بقايا هذه المحطة والمعروفة محليًا باسم محطة خفر السواحل القديمة.
كما انها لا توجد علامات في الموقع تحدد تاريخه لانقاذ الأرواح ويُعتقد أن المبنى الأول شُيِّد في عام 1853 ليكون قاعدة للمتطوعين الذين كانوا يقومون بدوريات على الشاطئ ويراقبون السفن المعرضة للخطر وينقذونها وكان من المفترض أن يساعد في استعادة حياة الموجودين على متن السفن التي جنحت والممتلكات الموجودة على متنها ايضًا كما تم دمج الخدمة مع خفر السواحل الأمريكي في عام 1925 وأدى التطور التكنولوجي لاحقًا إلى جعل هذه الخدمة غير متوفرة وذلك أدى إلى التخلي عنها تمامًا لعدة سنوات بعد ذلك وبقيت غير مستخدمة حتى تفاوض روبرت موسى مع الحكومة الفيدرالية لإدراجه في منطقة لونغ آيلاند باركس.
ثم تم الحصول على الأرض المحيطة بمحطة خفر السواحل السابقة على عدة مراحل من مدينة بابل من عام 1928 حتى عام 1930، لا تزال شروط هذا النقل قيد البحث على الرغم من أنه يبدو أن الطرفان قد اتفقا على أن هذه الأرض ستكون برية إلى الأبد ومتاحة لجميع السكان من أجل استجمامهم الصحي، ولن تتمتع مجموعة واحدة بامتياز حصري لاستخدامها ولن يتم إغلاقها لأي سبب من الأسباب ماعدا الإغلاق العرضي للسلامة العامة.

## وصف المتنزه
متنزه جيلجو الحكومي هو متنزه غير مطورة وتتميز بإمكانية وصول للواجهة البحرية للمحيط الأطلسي من الجنوب وخليج الجنوب في الشمال لعدة سنوات عبر السكان المحليون من البر الرئيسي خليج جريت ساوث ورسووا وساروا جنوبًا باتجاه شاطئ المحيط، حيث يمكنهم التنزه والسباحة وركوب الأمواج في «شاطئ هيملوكس» الشهير بسبب طبيعتها غير المتطورة فأنه يُطلب من الزوار نقل ما يحضرونه معهم كما انه لا يوجد حمام أو سلات قمامة.
ويتم الوصول لها عن طريق تصريح تصفح مركبة الدفع الرباعي NYS الصادر عن برنامج مشترك مع حدائق NYS و Town of Babylon ، على الرغم من أن محيط الباركواي يمر بالمنتزه فاتها تتميز المتنزه بالهدوء ومناظر الشاطئ الرائعة وركوب الأمواج

## روابط خارجية
- New York State Parks: Gilgo State Park